# Lee Ryan (album)
Lee Ryan è l'album di debutto da solista dell'ex componente della boy band Blue Lee Ryan. I contiene i singoli Army of Lovers, Turn Your Car Around, e When I Think of You.
L'album è stato pubblicato il 1º agosto 2005 e ha debuttato alla posizione numero 6 nella classifica inglese. In Italia invece ha raggiunto la posizione numero 3.

## Tracce
1. Army of Lovers
2. Turn Your Car Around
3. When I Think of You
4. Real Love
5. Parking
6. Wish the Whole World Knew
7. Close to You
8. Miss My Everything
9. Daydreamer
10. Jump
11. How Do I
12. In the Morning